# Margosari (Pengasih)
Margosari is een bestuurslaag in het regentschap Kulon Progo van de provincie Jogjakarta, Indonesië. Margosari telt 5483 inwoners (volkstelling 2010).